# 南永山駅
南永山駅（みなみながやまえき）は北海道旭川市永山10条3丁目にある北海道旅客鉄道（JR北海道）石北本線の駅である。駅番号はA31。

## 歴史
開業前の仮称は「豊永」であった。

### 年表
- 1986年（昭和61年）11月1日：日本国有鉄道の南永山臨時乗降場として開業[1][4]。旅客のみを取扱う無人駅[1][2]。
- 1987年（昭和62年）4月1日：国鉄分割民営化によりJR北海道に継承[4]。同時に駅に昇格[4]。
- 2019年（平成31年）3月16日：ダイヤ改正に伴い、削減された普通列車の代替として特別快速「きたみ」（現在の快速「きたみ」）が下り列車のみ停車を開始[JR北 1][5]。

## 駅構造
- 1面1線のホームをもつ地上駅。駅舎を有する。
- 旭川駅管理の無人駅[2]。自動券売機設置なし。便所は設置されていない。

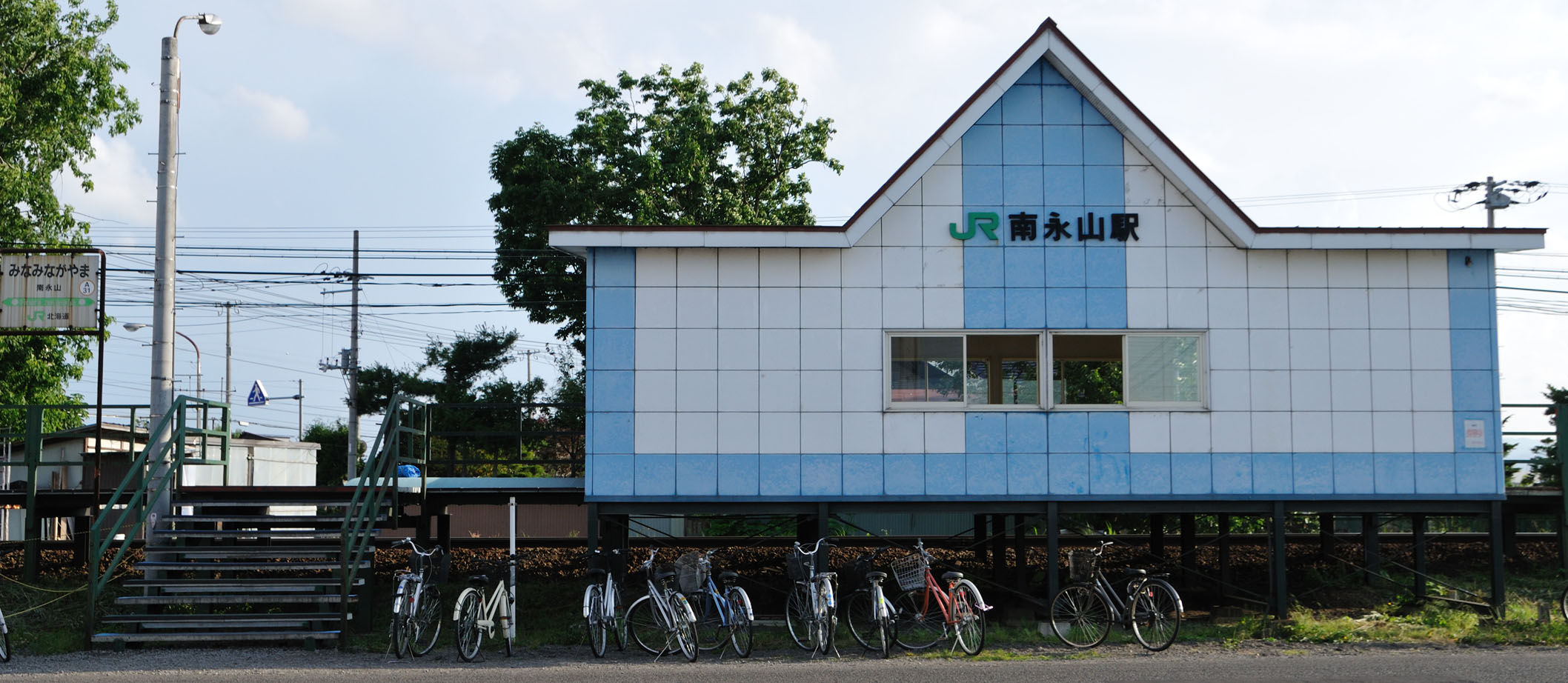
駅入口と待合室（2009年7月）
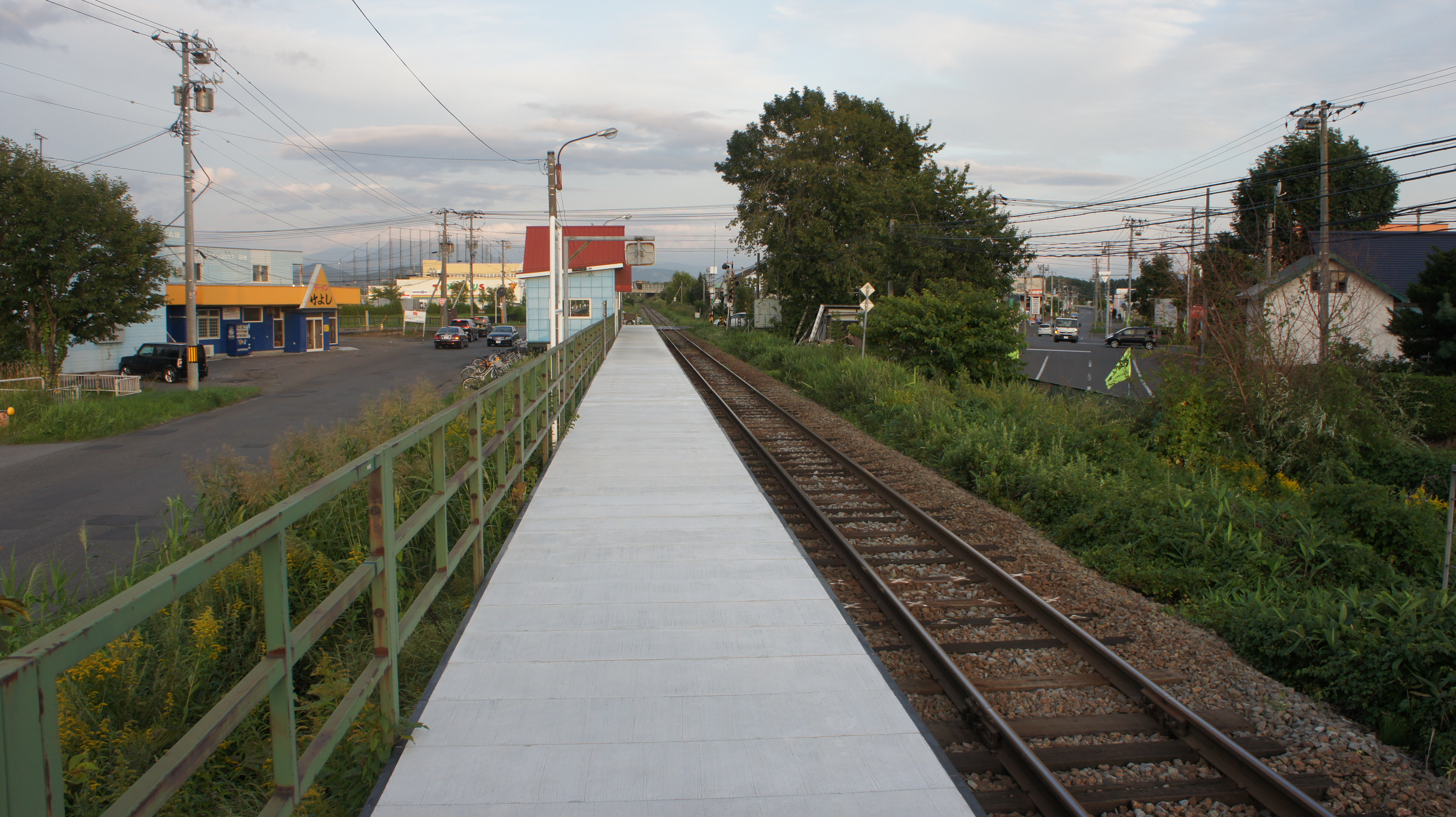
ホーム（2017年8月）
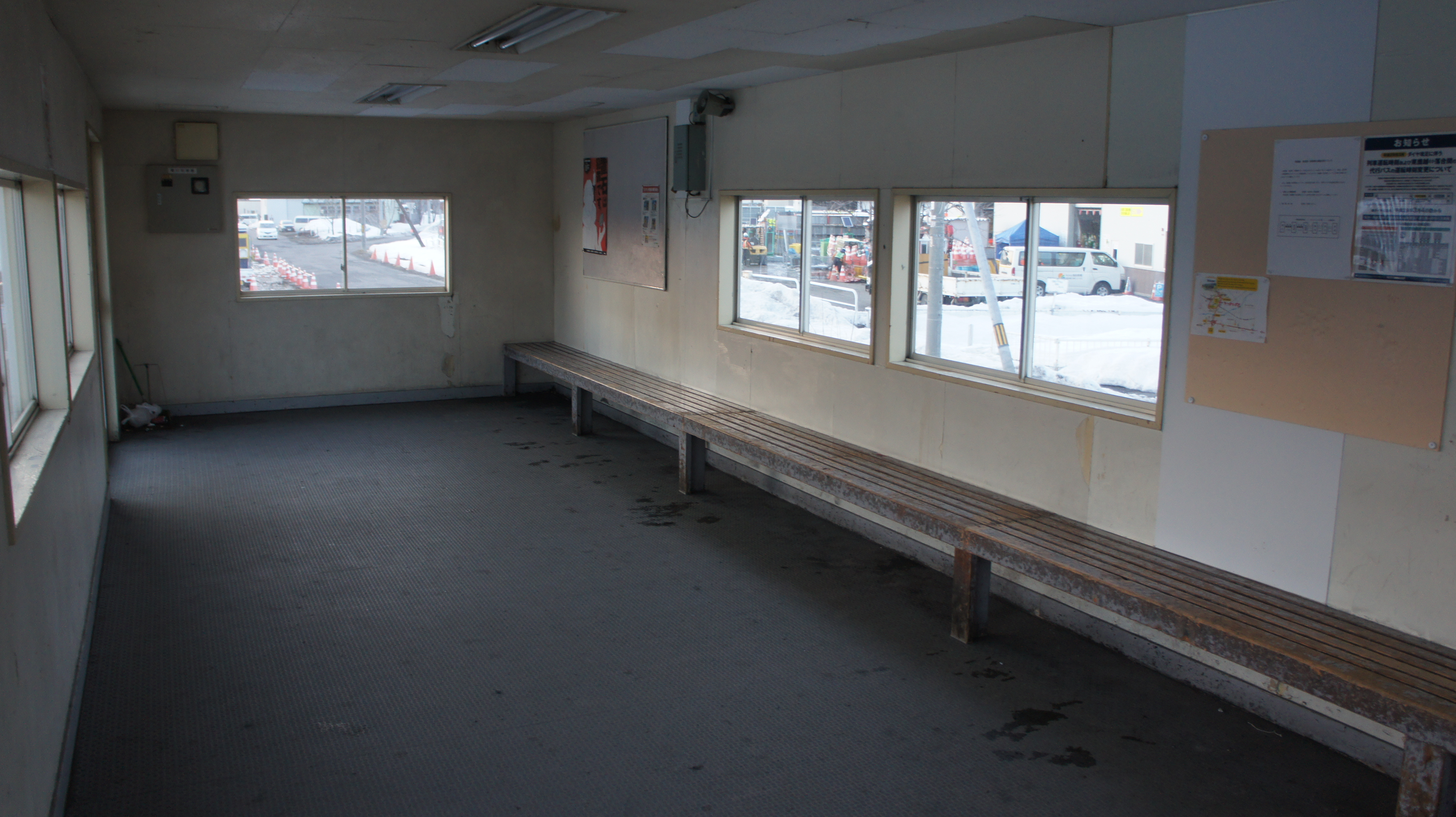
駅舎内（待合室）（2017年3月）
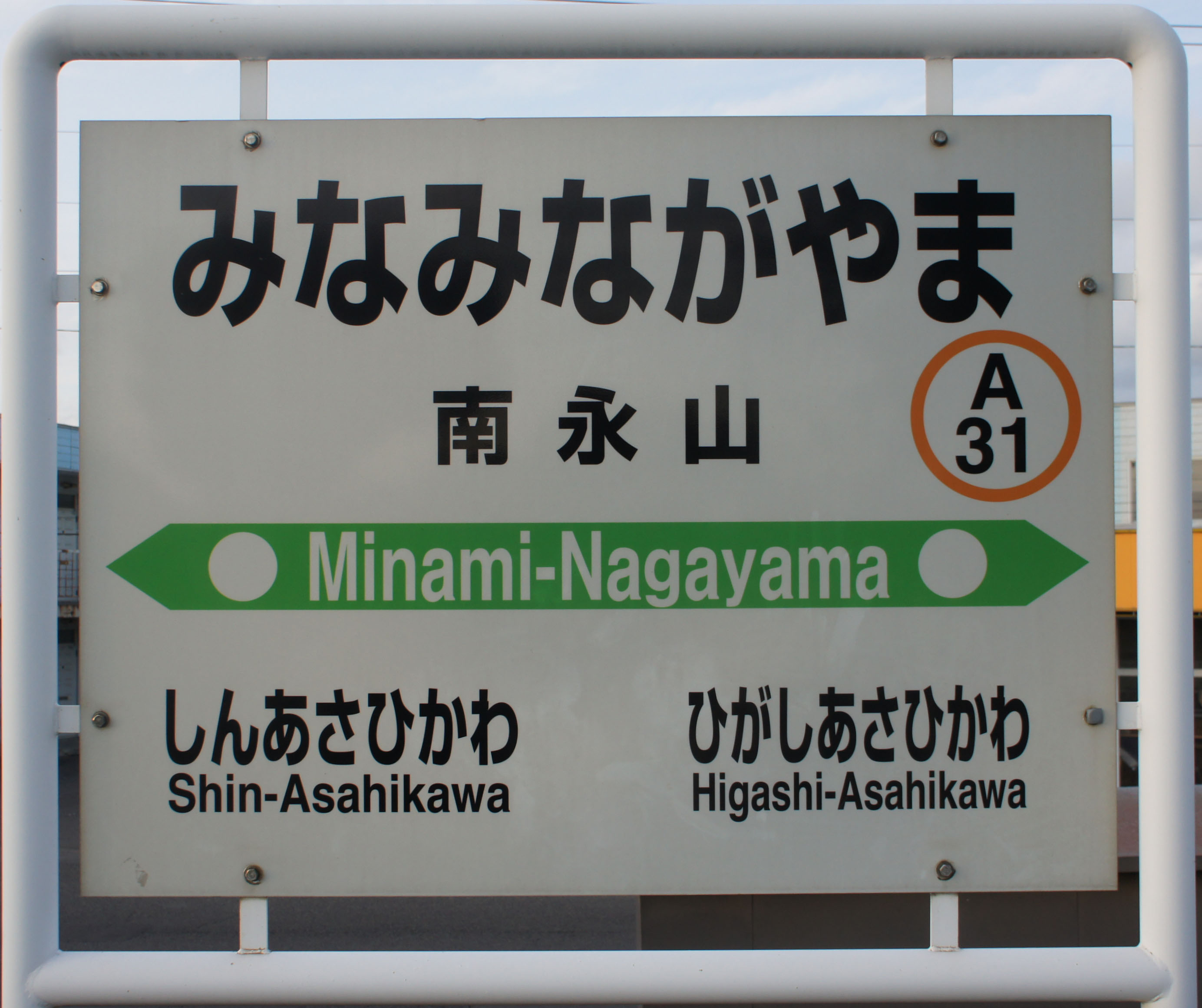
駅名標（2017年8月）

## 利用状況
乗車人員の推移は以下のとおり。年間の値のみ判明している年については、当該年度の日数で除した値を括弧書きで1日平均欄に示す。乗降人員のみが判明している場合は、1/2した値を括弧書きで記した。
また、「JR調査」については、当該の年度を最終年とする過去5年間の各調査日における平均である。
| 年度               | 乗車人員 | 乗車人員 | 乗車人員 | 出典       | 備考 |
| 年度               | 年間     | 1日平均  | JR調査   | 出典       | 備考 |
| ------------------ | -------- | -------- | -------- | ---------- | ---- |
| 2016年（平成28年） |          |          | 179.0    | [ JR北 2 ] |      |
| 2017年（平成29年） |          |          | 179.2    | [ JR北 3 ] |      |
| 2018年（平成30年） |          |          | 179.8    | [ JR北 4 ] |      |
| 2019年（令和元年） |          |          | 185.6    | [ JR北 5 ] |      |
| 2020年（令和02年） |          |          | 173.8    | [ JR北 6 ] |      |
| 2021年（令和03年） |          |          | 156.8    | [ JR北 7 ] |      |
| 2022年（令和04年） |          |          | 148.4    | [ JR北 8 ] |      |
| 2023年（令和05年） |          |          | 140.2    | [ JR北 9 ] |      |

## 駅周辺
- 北海道道90号旭川環状線
- パワーズ（ショッピングセンター）
  - あさひかわラーメン村（パワーズ内）
- 北海道旭川永嶺高等学校
- 道北バス「永山10条3丁目」停留所

## 隣の駅
北海道旅客鉄道

■石北本線
■普通
新旭川駅 (A30) - 南永山駅 (A31) - 東旭川駅 (A32)

### JR北海道
1. ↑  “2019年3月ダイヤ改正について (PDF) ”.   北海道旅客鉄道 (2018年12月14日). 2018年12月14日時点のオリジナルよりアーカイブ。2018年12月16日閲覧。
2. ↑  「石北線（新旭川・網走間）」（PDF）『線区データ（当社単独では維持することが困難な線区）』、北海道旅客鉄道、2017年12月8日。オリジナルの2017年12月9日時点におけるアーカイブ。2017年12月10日閲覧。
3. ↑  「石北線（新旭川・網走間）」（PDF）『線区データ（当社単独では維持することが困難な線区）(地域交通を持続的に維持するために)』、北海道旅客鉄道株式会社、3頁、2018年7月2日。オリジナルの2018年8月19日時点におけるアーカイブ。2018年8月19日閲覧。
4. ↑  “石北線（新旭川・網走間）” (PDF). 線区データ（当社単独では維持することが困難な線区）(地域交通を持続的に維持するために).   北海道旅客鉄道. p. 3 (2019年10月18日). 2019年10月18日時点のオリジナルよりアーカイブ。2019年10月18日閲覧。
5. ↑  “石北線（新旭川・網走間）” (PDF). 地域交通を持続的に維持するために > 輸送密度200人以上2,000人未満の線区（「黄色」8線区）.   北海道旅客鉄道. p. 3・4 (2020年10月30日). 2020年11月2日時点のオリジナルよりアーカイブ。2020年11月2日閲覧。
6. ↑  “駅別乗車人員  特定日調査（平日）に基づく”.   北海道旅客鉄道. 2022年8月3日時点のオリジナルよりアーカイブ。2022年8月14日閲覧。
7. ↑  “駅別乗車人員  特定日調査（平日）に基づく”.   北海道旅客鉄道. 2022年9月3日時点のオリジナルよりアーカイブ。2022年9月3日閲覧。
8. ↑  “駅別乗車人員  特定日調査（平日）に基づく”.   北海道旅客鉄道. 2023年11月10日時点のオリジナルよりアーカイブ。2023年11月10日閲覧。
9. ↑  “駅別乗車人員  特定日調査（平日）に基づく”.   北海道旅客鉄道 (2024年). 2024年9月9日時点のオリジナルよりアーカイブ。2024年9月9日閲覧。